# Protea pityphylla
Protea pityphylla är en tvåhjärtbladig växtart som beskrevs av Henry Phillips. Protea pityphylla ingår i släktet Protea och familjen Proteaceae. Inga underarter finns listade i Catalogue of Life.